# Mokro (Republika Serbska)
Mokro (cyr. Мокро) – wieś w Bośni i Hercegowinie, w Republice Serbskiej, w mieście Sarajewo Wschodnie, w gminie Pale. W 2013 roku liczyła 811 mieszkańców.